# Calycopis puppius
Espèce
Calycopis puppius est une espèce de papillons de la famille des Lycaenidae, de la sous-famille des Theclinae et du genre Calycopis.

## Dénomination
Calycopis puppius a été décrit par Frederick DuCane Godman et Osbert Salvin en 1887 sous le nom initial de Thecla puppius.
Synonyme : Reversustus assuensis Johnson, 1991.

## Description
Calycopis puppius est un petit papillon aux pattes et aux antennes cerclés de blanc et noir, avec deux fines queues, une courte et une longue à chaque aile postérieure.
Le dessus est noir.
Le revers est noir avec aux ailes postérieures une bande postmarginale d'ocelles rouge pupillés de noir.

## Écologie et distribution
Calycopis puppius est présent au Brésil, au Guyana et en Guyane,,.

### Protection
Pas de statut de protection particulier.